# Oberzeiring
Oberzeiring is een plaats en voormalige gemeente in de Oostenrijkse deelstaat Stiermarken.
Oberzeiring telt 915 inwoners.
De gemeente is de typelocatie van de zeldzame blauwe variant van aragoniet: zeiringiet.

## Geschiedenis
Oberzeiring maakte deel uit van het district Judenburg tot dit op 1 januari fuseerde met het district Knittelfeld tot het huidige district Murtal. Op diezelfde dag fuseerde Bretstein, Oberzeiring, Sankt Johann am Tauern en Sankt Oswald-Möderbrugg tot de gemeente Pölstal.
- Gemeinsame Normdatei: 4527019-3
- MusicBrainz: 7a6501f9-8baf-4bc7-b79f-5e6e5e2d7e7d
- Virtual International Authority File: 245829504